# Macintosh TV
A Macintosh TV asztali számítógépet az Apple gyártotta és forgalmazta 1993. október 25. és 1994. február 10. között 4 hónapon keresztül. A Macintosh TV a Macintosh LC számítógép-családba tartozott.

## Története
A Macintosh TV volt az Apple első kísérlete a számítógép-televízió integrációra. A gép háza Macintosh LC 500 sorozat háza volt, de fekete színben. A Macintosh TV lényegében egy Performa 520 volt, amelynek a beépített 14 inches-es Sony Trinitron CRT monitorja képes volt nem csak a számítógép képének megjelenítésére, hanem átkapcsolva kábel–kompatibilis műsor mutatására is. Nem sikerült a televízió műsort asztali ablakban megjeleníteni, de állóképeket tudott rögzíteni az adásból. Egy kis, hitelkártya méretű távirányítóval érkezett, amely kompatibilis volt a Sony televíziókkal is. Ez volt az első Macintosh, amely fekete színben készült, és egyedi fekete billentyűzettel és egérrel érkezett. A rövid ideig a piacon levő modellből csak 10 000 darabot gyártottak. a gép ára 2079 dollár volt. Az Egyesült Államokon kívüli piacokon az Apple a fekete Performa 5420-t ruházta fel a Mac TV számos funkciójával.

## Technikai leírás
A fekete színű gép súlya 18,4 kg, magassága 455 mm, szélessége 343 mm és mélysége 419 mm volt. A TV számítógépet egymagos 32 MHz-es Motorola 68030 processzor vezérelte (L1 cache: 0,5kB), a rendszerbusz 16 MHz-en működött. Az adatokat a 160MB belső merevlemezre lehetett elmenteni. Külső adattárolási lehetőséget az 1,44-es hajlékonylemez meghajtó (floppy-drive) kínált. Adatok beolvasását tette lehetővé a kétszeres sebességű CD-olvasó. A gépet Mac OS 7.6.1 operációs rendszerrel szállította az Apple. A gép bemutatásakor az alapkiépítésben 4MB (100ns) memóriát tartalmazott, maximálisan 8MB (100ns) kezelésére volt képes a gyári specifikáció szerint, a bővítéshez 1 hely (slot) állt rendelkezésre. A számítógépnek 14 inches-es, 640x480 képpont felbontásra képes kijelzője volt. A külső kijelzőt 512kB videó-memória támogatta. Csatlakozók: két ADB, két soros port, egy DB-25 SCSI-hoz, egy 3,5 mm-es jack audió bemenet, egy beépített mikrofon, egy 3,5 mm-es jack audió kimenet, egy beépített hangszóró. Külső SCSI merevlemez csatlakoztatására is volt lehetőség.

## A számítógép adatai
A táblázat nem tartalmazza az összes műszaki paramétert. Az egyes modelleknél a bemutatáskor érvényes adatokat soroljuk fel, a későbbi frissítéseket nem. Az eszköz technikai paraméterei a MacTracker alkalmazásból származnak.
| Gép nevebemutatva kivezetve      | Méretmagasság szélesség mélység súlySzín | Processzorprocesszor órajel, mag L1 és L2 cache társprocesszor | Háttértármerevlemezkülső adathordozó | Eredeti operációs rendszer | Memóriaalap max. @sebességhely | Kijelzőmérete felbontása | Grafikakártyamemória kimenet | CsatlakozókEthernet, ADB, soros, SCSI, párhuzamos, FDD, kijelző, hang be/ki, belső mikrofon, hangszóró                   | Bővíthetőségkártyahelybelső öbölkülső csatlakozó |
| -------------------------------- | ---------------------------------------- | -------------------------------------------------------------- | ------------------------------------ | -------------------------- | ------------------------------ | ------------------------ | ---------------------------- | --- | ------------------------------------------------ |
| TV1993. okt. 25. 1994. febr. 10. | 455 mm 343 mm 419 mm 18,4 kg fekete      | Motorola 68030 @32 MHz és 1 mag L1 0,5kB,                      | 160MB HDD 2xCD-ROM 1,44 floppy       | Mac OS 7.6.1               | 4MB max: 8MB @100ns1 hely      | 14 inch 640x480 képpont  | 512kB                        | * 2 ADB * 2 soros * 1 D–25 (SCSI) * 1 3,5 jack audió be * beépített mikrofon * 1 3,5 jack audió ki * beépített hangszóró | * SCSI (külső)                                   |

## Macintosh LC számítógépek az időben
| A Macintosh LC számítógépek idővonalon |
| --- |
| A színek kezdete a bemutató időpontja, a forgalmazás több esetben is hónapokkal később kezdődött. Megeshet, hogy egy csík végét kitakarja egy másik csík eleje. Előfordul, hogy a gyártás befejezését követően még egy ideig forgalomban marad a gép adott verziója. |